# Microhyla achatina
Microhyla achatina és una espècie de granota de la família dels microhílids. Es troba a Indonèsia, en zones del centre i oest de l'illa de Java i més recentment ha estat descoberta al Parc Nacional Barisan-Selatan, a Lampung, a l'extrem sud de Sumatra. Habita fins als 1.200 metres d'altitud.
Principalment viu en boscos primaris i secundaris i menorment en zones afectades per l'agricultura. En general, és comuna en els boscos mentre que en hàbitats pertorbades es troba en menor nombre. Es reprodueix en basses, corrents d'aigües lentes i piscines al llarg de rierols.